# 笑脸男 (攻壳机动队)
笑面男（Laughing Man）是最早出现在电视动画《攻殼機動隊 STAND ALONE COMPLEX》中的一个虚构形象。其日语配音由配音員山寺宏一担纲，而万代娱乐出品的英文版中由史蒂文 · 布卢姆负责配音。其名出自维克多·雨果以及杰罗姆·大卫·塞林格的小说《笑面人》。

## 背景
笑面男是一名超級电脑駭客，能夠實時地在所有電子視象訊號中以笑面标志摭蓋其脸部以隐瞒自己的身份，因而被公眾稱呼為笑面男，其技巧之高甚至能將其本人的影象從電子視象訊號完全除掉（以其身後的影象蓋其本人全身，以達到在電子視象訊號中"隱形"的效果），并完全劫持由以電腦制成的人造腦。

## 标志设计
笑面男标志形象由总部设在伦敦的图形和服装公司旗下设计师保罗·尼科尔森（Paul Nicholson）设计。当时尼克尔森被要求阅读杰罗姆·大卫·塞林格的短篇小说《笑面人》，并据此为基础设计笑面人标志。标志中的文字是负责影片制作的Production I.G.直接提供给尼克尔森的一句话“I thought what I'd do was, I'd pretend I was one of those deaf-mutes.”该文字出自塞林格的另一部小说《麦田里的守望者》。尼克尔森在后来讲到“起初我以为这句话毫无意义，但现在，在看过整个系列的作品之后，我已经可以理解它与角色的关联性了。”

## 流行文化

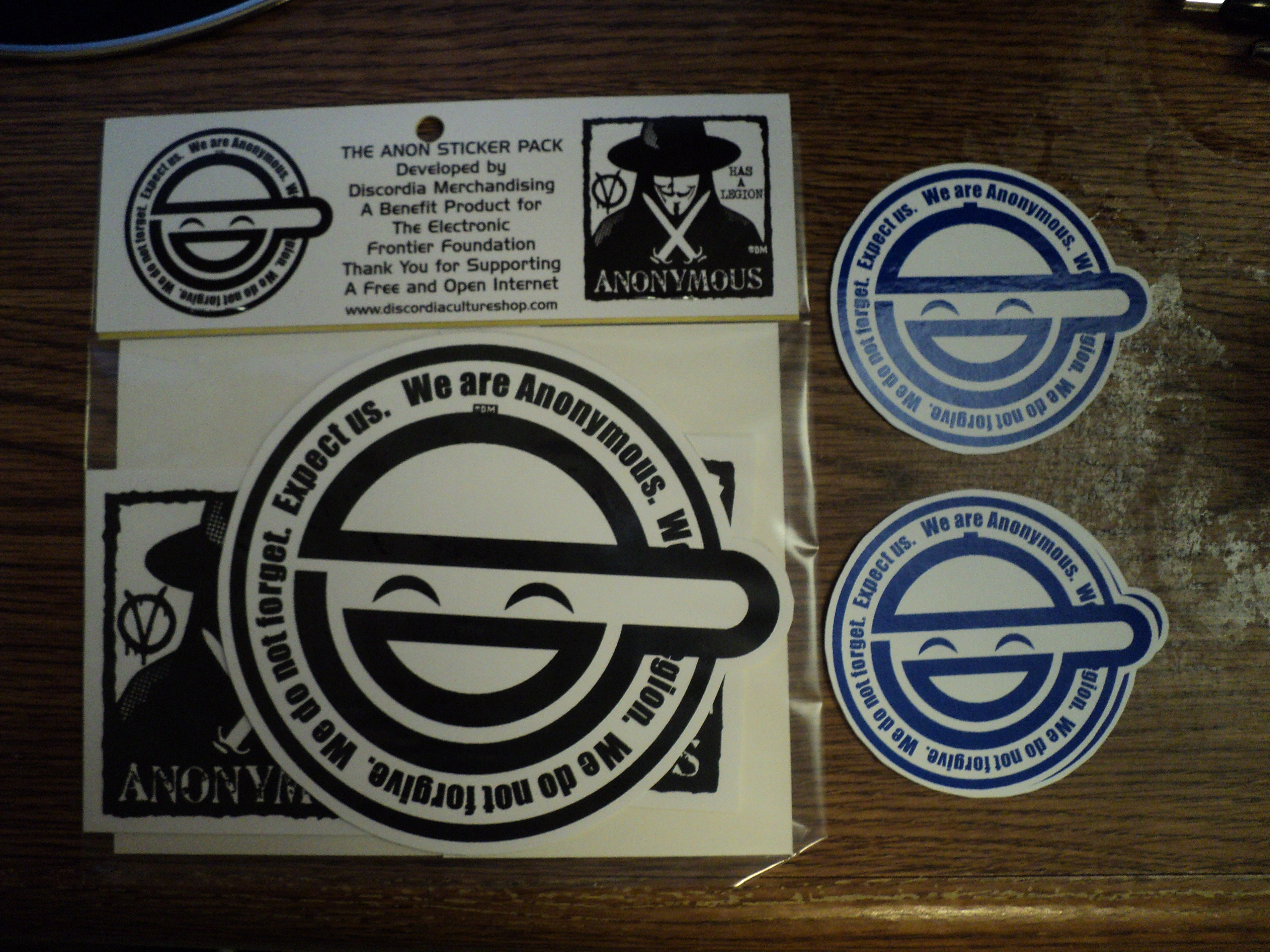
电子前哨基金会的支持者所提供的笑面男贴纸，盖伊·福克斯面具形象也在同一包装中。

笑面男标志已经被是用在松散的駭客行动主义团体匿名者的广告宣传中（标志中文字被修改为“We are Anonymous. We are Legion. We do not forgive. We do not forget. Expect us.”）。电子前哨基金会的支持者也使用笑脸男标志制作宣传品。网络中已经被普遍传播。
2017年12月4日，北京市委教育工委常务副书记在国家宪法日为北京市青少年法治教育中心授牌，该中心的牌匾赫然使用了一个去掉标志里英文文字的笑脸男标志作为LOGO，引起热议。